# Emericella falconensis
Emericella falconensis är en svampart som beskrevs av Y. Horie, Miyaji, Nishim. & Udagawa 1989. Emericella falconensis ingår i släktet Emericella och familjen Trichocomaceae.   Inga underarter finns listade i Catalogue of Life.